# Kāne
Nella mitologia hawaiana, Kāne è considerata la più alta delle tre principali divinità hawaiane, insieme a Kū e Lono. Rappresentava il dio della procreazione ed era venerato come antenato dei capi e della gente comune. Kāne è il creatore e dà la vita associata all'alba, al sole e al cielo. Nel culto di Kāne non erano necessari sacrifici umani o rituali laboriosi. Nella leggenda Kumuhonua, creò la Terra, donandole creature marine, animali, piante e creò anche l'uomo e la donna.

## Mito
Il libro Legends of Hawaii del 1907 contiene il seguente resoconto della creazione che coinvolge Kāne. L'autore afferma che esistono diverse versioni di questa storia, probabilmente dovute a ondate di immigrazione provenienti da diverse zone della Polinesia in tempi diversi, ma generalmente concordano sui punti principali. Dice che in principio non c'era altro che Po; l'infinito caos nero. Quindi Kāne, sentendo di essere separato dal Po, si liberò da Po con un atto di pura volontà. Percependo la presenza di Kāne, anche Lono e poi Kū si liberarono da Po. Quindi Kāne creò la luce per respingere Po. Lono ha portato il suono nell'universo e Kū ha portato la sostanza. Tra di loro, hanno creato tutti gli dei minori. Quindi insieme, i tre Dei crearono Menehune, gli spiriti minori sarebbero i loro messaggeri e servitori. Dopo aver creato il mondo perché fosse uno sgabello per gli dei. Infine raccolsero l'argilla rossa dai quattro angoli del mondo, la mescolarono con la saliva e la modellarono a forma di uomo. Quindi Kāne prese una speciale argilla bianca magica e le formò una testa. Quindi i tre dei diedero vita alla statua e crearono il primo uomo. Il primo uomo è stato creato a immagine di Kāne.
Esiste una leggenda parallela che dice che solo Kāne diede vita all'uomo-statua. Quella versione del mito della creazione trovata nei Testi Sacri attribuisce solo a Kāne la creazione dei cieli. Poi prosegue spiegando che l'uomo è stato creato a immagine di Kāne dalle mani di Ku con Lono come assistente. Allo stesso tempo, Kanaloaha cercato di duplicare l'impresa di Kāne, ma la sua statua non è riuscita a prendere vita. Così lo sfidò, dicendo qualcosa del tipo: "quell'uomo vivrà solo un certo periodo di tempo, poi morirà. Quando morirà, lo rivendicherò come mio". Ciò sembra collegarsi alla sua posizione di sovrano dei morti come entità separata da Kāne. Alcune versioni dicono che Kanaloa sia l'alter ego di Kāne, la metà oscura per così dire. Altri dicono che sia un dio minore creato per prendersi cura dei morti. L'autore di questo particolare libro afferma che nelle leggende più antiche, precedenti al 1100 d.C. circa, non si fa menzione di Kanaloa. L'autore è dell'opinione che Kanaloa sia, quindi, un'aggiunta di una successiva ondata di immigrazione nelle isole.
C'è un'altra leggenda completamente separata sulla creazione dell'uomo trovata nel Kumulipo. Il figlio primogenito di Wākea, il dio del cielo, e di Hoʻohokukalani, il custode delle stelle, è nato morto. Quando viene sepolto, la prima pianta di Kalo spunta dal suo ombelico. Chiamato Hāloa o Respiro lungo. Il figlio secondogenito che prende il nome dal primo, è il primo uomo moderno. Quindi i due figli sono eternamente legati. L'uomo si prende cura di suo fratello, il Kalo, e il Kalo nutre suo fratello, l'uomo. In quella versione non si fa menzione di Kāne.
Aloha, il saluto tradizionale, veniva originariamente pronunciato toccando la fronte e scambiando una boccata d'aria. Questo è forse un riflesso della leggenda, sullo scambio del respiro della vita, Håloa; originariamente dato dagli Dei.